# Saint-Sulpice-d'Arnoult

Saint-Sulpice-d'Arnoult este o comună în departamentul Charente-Maritime, Franța. În 1 ianuarie 2022 avea o populație de 919 de locuitori.